# Moftul român (monodramă)
Moftul român este o monodramă regizată și interpretată de Lari Giorgescu pe texte de Ion Luca Caragiale. Premiera a avut loc la Teatrul Mignon în 2012, cu ocazia Anului Caragiale. Titlul a fost inspirat de schița omonimă.

## Prezentare
Spectacolul are la bază fragmente din opt texte caragialiene : Moftul român, Lanțul slăbiciunilor, Statistică, Imposibil, Mitică, Obligativitatea opiniilor, Repausul dominical, Moșii.

## Distribuție
- Lari Giorgescu

## Reprezentații

### Turnee
- Teatru Românesc la București, Iași și Chișinău, 2018[6][7][8][9][10]

### Festivaluri
- Festivalul de Teatru Scurt de la Oradea, Teatrul Regina Maria, 28 septembrie 2013[11][12][13]
- Festivalul Comediei Românești - festCO, Teatrul Mignon, 25 mai 2014[14][15]
- Vara asta sunt PE teatru, festival de teatru în aer liber, București, PE Terasă - Promenada, 27 iulie 2014[16][17]
- Festivalul Internațional de Teatru „Povești”, Alba Iulia, Teatrul de Păpuși „Prichindel”, 11 octombrie 2015[18]
- Festivalul Bucureștii lui Caragiale, Teatrul Ion Creangă, 29 august 2017[19]
- Festivalul Internațional de Teatru Independent de la Constanța FITIC, Teatrul Național de Operă și Balet Oleg Danovski, 9 septembrie 2017[20]
- CaritabilFest 2.0, Muzeul Național al Țăranului Român, Clubul Țăranului, 31 mai 2018[21]

### Spectacole diverse
- Campania Artiștii pentru artiști: Clipe de viață , TNB, 2015 (extras)[22][23][24][25]
- 24 ianuarie 1859 - Un preambul al Marii Uniri, organizator Acțiunea pentru Renașterea Craiovei, Teatrul Marin Sorescu, 2018[26][27][28]
- MNLR, 2019[4][5]

### Interviuri
1. „Ceaiul de la cinci se bea la șapte (Columna Tv)” - Moftul român la Teatrul de Artă din Târgoviște, Columna Tv, 1 aprilie 2013, 2m07s, youTube
2. „Lari Giorgescu în Moftul român la Teatrul Mignon”, HotNews Romania, 7 octombrie 2013, 7m37s, youTube
3. „Știi cât de „mofturos” este Lari Giorgescu?”, Teatru .Pro, 21 octombrie 2013, 1m57s, facebook
4. „Momolog  Lari Giorgescu”, fragment monolog, Morning Glory cu Răzvan Exarhu, 3 februarie 2018, dată difuzare 30 ianuarie 2018, 11m48s, facebook